# Montedio Yamagata
Montedio Yamagata (jap. モンテディオ山形) – japoński klub piłkarski grający w J-League. Klub ma siedzibę w mieście Tendō, w prefekturze Yamagata, w regionie Tōhoku. Aktualnie gra w lidze J2 League.